# Екарма (вулкан)
Вижте пояснителната страница за други значения на Екарма.
Екарма (Икарма, Екарума) (на руски: Экарма) е активен стратовулкан в западната половина на едноименния остров и заема по-голямата част от площта му. Островът се състои от два взаимно припокриващи се вулкана, западният от които носи името Екарма. Принадлежи към Северните Курилски острови и административно попада в Сахалинска област на Русия. Образуван е през холоцена.

## Описание
Стратовулканът е с единичен конус и централен екструзивен кратер. Височината му е 1171 м., а в състава му влизат главно андезит и базалт. Конусът е формиран от многочислени лавови потоци с дължина до 3 км, които се разпространяват равномерно във всички посоки и формират бреговата линия. Всички изригвания стават само от централния кратер на върха. След ерупцията от 1767 г. на върха се образува лавов купол, който, заедно със скалистите склонове, придава назъбен характер на релефа. Последното изригване е с ветрилообразно разпространение на лавовите потоци, които се изливат в западно направление.

## Активност
Известни са три исторически изригвания:
- 1767 – 1769 – силно изригване с ВЕИ=2, след което се оформя настоящият вид на вулкана.[1][2]
- 24 май 1980 – експлозивно изригване с ВЕИ=1. В продължение на 1 час се чува поредица от експлозии и се наблюдава колона от вулканичен прах, достигнала на височина 1 км.[1][3]
- 30 юни 2010 – слабо фреатично изригване (изригване от Бандайсански тип) с изхвърляне на вулканична пепел и газове, които достигат на височина около 3 км. Ерупцията е с ВЕИ=2. Изригването става от пукнатина на северозападния склон, намираща се на 500 – 600 метра височина и след него, по склона тръгват лахари. Дебелината на падналата вулканична пепел е 5 – 6 см.[1]

Над вулкана се провежда спътников мониторинг и се разчита на редки наземни наблюдения. В наши дни се наблюдава термална активност в два пункта, разположени в северната част на острова.
Източникът Екарма-1 е открит през 1885 г. от капитан Хенри Сноу. При него горещата вода се стича по цялото протежение на вертикална скала с височина 4 – 5 м и дължина около 20 м. Най-топлата е със светлокафяв цвят, дължащ се на железния хидроксид в нея, и се излива от 1,5 м над основата на скалата. Максимален дебит се наблюдава в западната част на скалата, където се е образувало съвсем малко езерце, почти запълнено от зърнеста утайка от железен хидроксид. През 2007 г. максималната измерена температура е 39,9 °С.
Екарма-2 е открит през 2008 г. от американска научна експедиция на чакълест плаж с дължина около 100 метра. Намира се в приливно-отливната зона на острова. Максималната температура на водата се движи между 60 и 70 °С.